# Seest Sogn

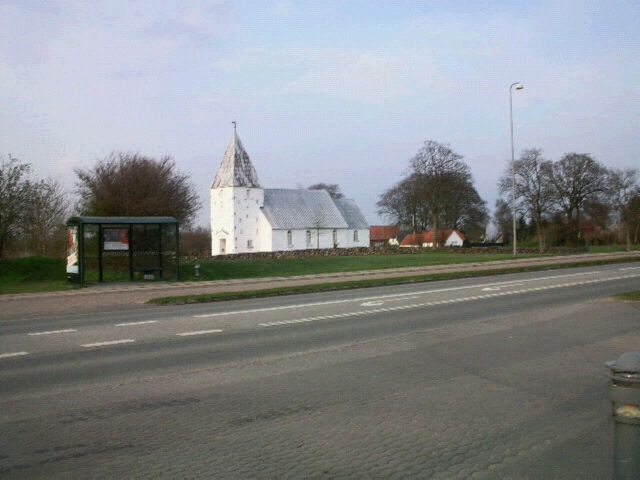
Seest Kirke

Seest Sogn ist eine Kirchspielsgemeinde (dän.: Sogn) im südlichen Dänemark. Bis 1970 gehörte sie zur Harde Anst Herred im damaligen Ribe Amt, danach zur Kolding Kommune im erweiterten Vejle Amt, die im Zuge der  Kommunalreform zum 1. Januar 2007 in der „neuen“ Kolding Kommune in der Region Syddanmark aufgegangen ist.
Im Kirchspiel leben 4632 Einwohner (Stand:1. Januar 2023). Im Kirchspiel liegt die Kirche „Seest Kirke“.
Nachbargemeinden sind im Norden Harte Sogn, im Nordosten Sankt Nicolai Sogn, im Osten Kristkirkens Sogn, im Südosten Vonsild Sogn, im Südwesten Hjarup Sogn und im Westen Skanderup Sogn.

## Persönlichkeiten
- Frederik von Stöcken (1796–1868), Apotheker, Unternehmer und Politiker